# ルミネ新宿

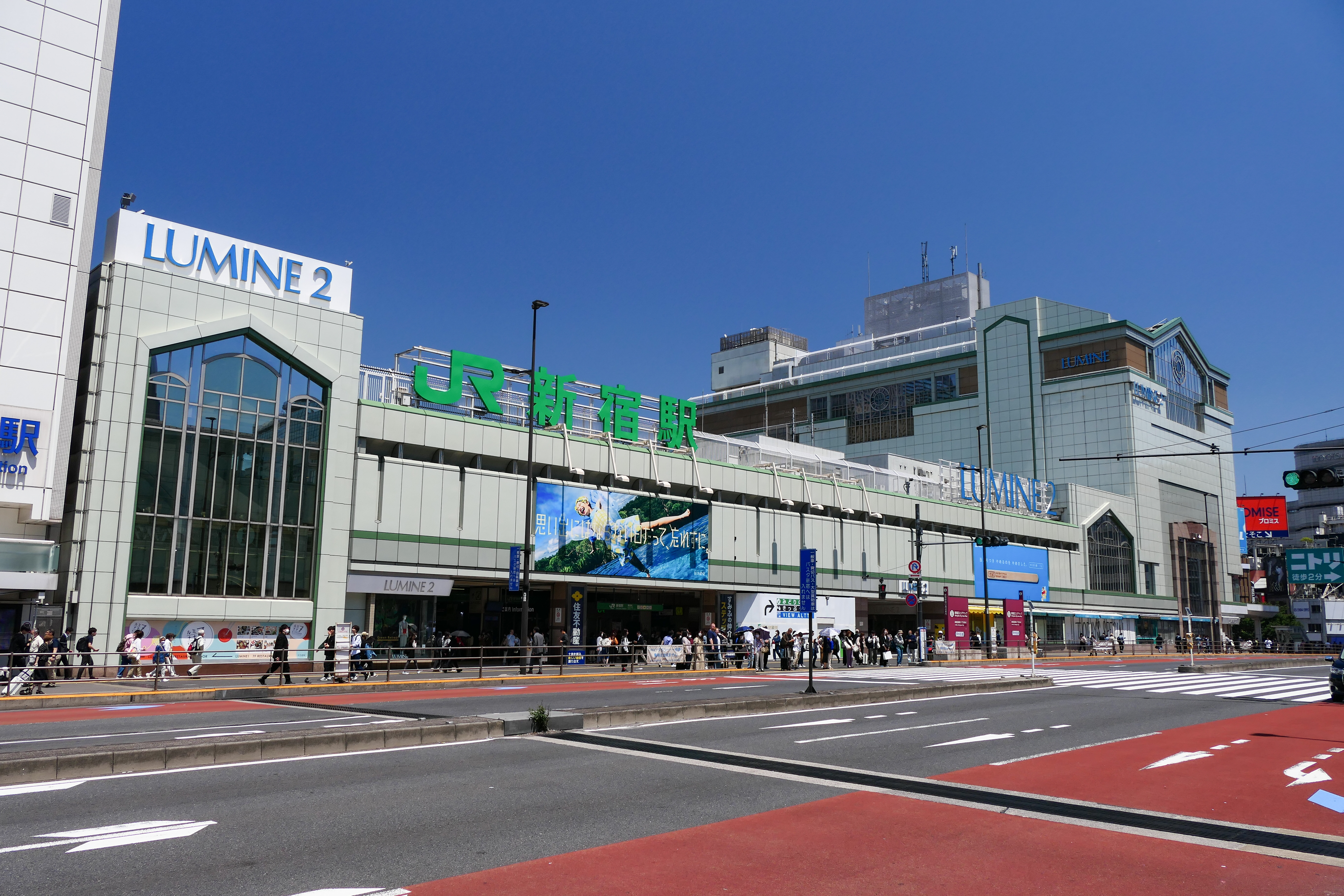
ルミネ新宿 ルミネ2

ルミネ新宿（ルミネしんじゅく）は、  東京都新宿区にあるJR新宿駅直結のファッションビル（駅ビル）。株式会社ルミネが運営している。ルミネ1とルミネ2の2つの建物で構成させる。ルミネ1はルミネの1号店である。

## 概要

### ルミネ1
1976年3月10日に開業。新宿駅南口に位置している。地下2階・地上8階の建物である。8階にはたかの友梨ビューティクリニックをはじめとする美容関連が中心のフロア。7階から6階はカフェ・レストラン、5階は雑貨と書店、4階から地下1階まではアパレル店が大半を占め、地下2階はスイーツ・レストランのフロアになっている。

### ルミネ2
1987年10月22日に開業。新宿駅東南口に位置している。地上7階の建物である。7階にはルミネtheよしもとがあり、6階には雑貨・化粧品、2階から5階まではアパレル店が大半を占める。1階にはフード・スイーツのフロアになっている。
このほか、東口にはルミネエスト新宿、甲州街道口・新南口には同じく株式会社ルミネが運営するファッションビルのニュウマン（NEWoMan）が位置している。

## アクセス
- 東日本旅客鉄道（JR東日本）、小田急線、京王線新宿駅南口より徒歩1分。
- 京王新線、都営地下鉄新宿線・大江戸線新宿駅京王新線口より徒歩1分